# 東南金融中心

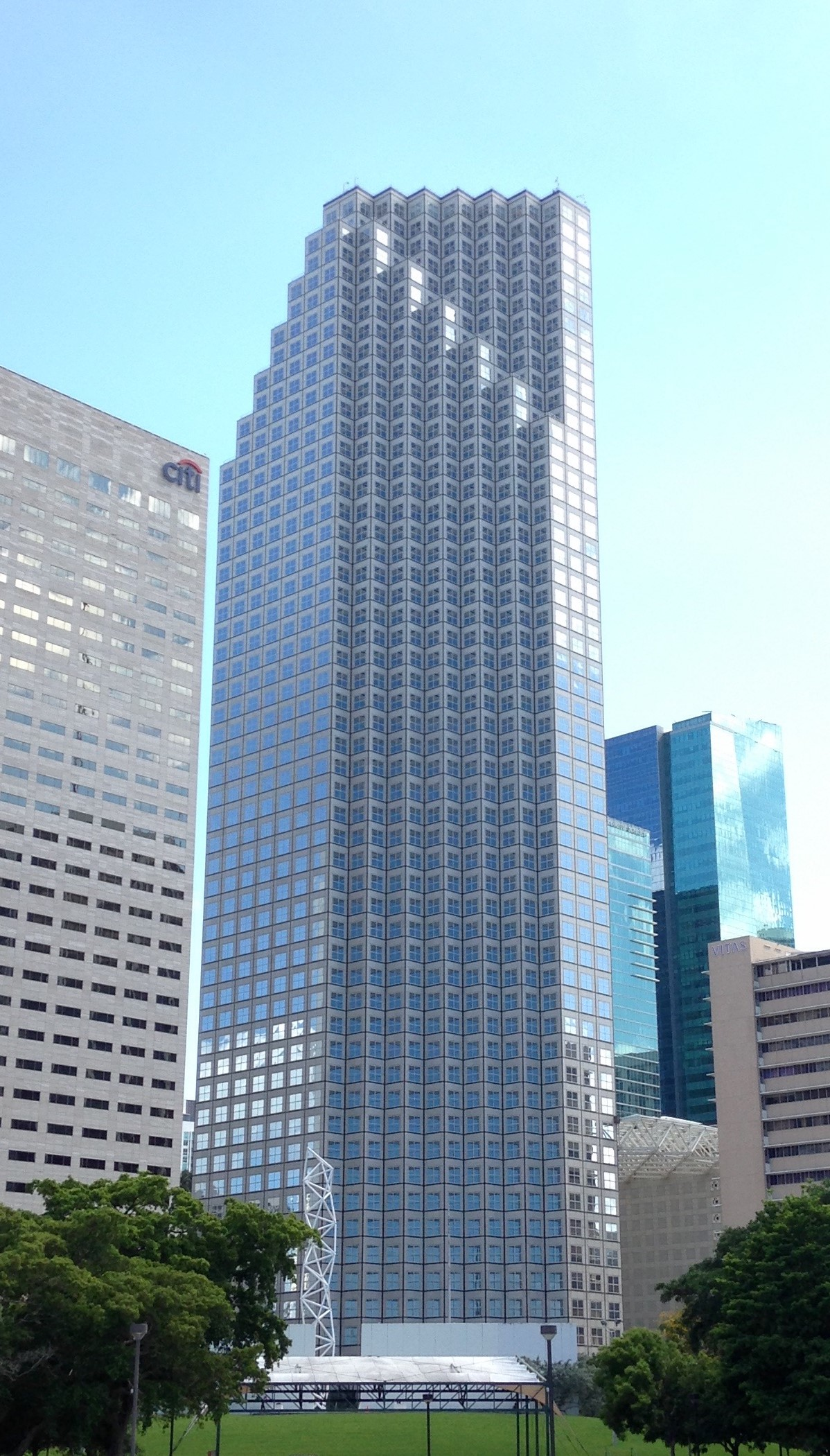

東南金融中心（Southeast Financial Center）是美國佛羅里達州邁阿密的一座摩天大樓，由兩個部分構成，包括765英尺（233）高的摩天大樓和15層的停車場。東南金融中心曾經兩次更名，並在2011年改回了其最初的名稱。在1983年竣工時，東南金融中心是美國紐約市以南、密西西比河以東最高的建築。

## 外部連結
- Southeast Financial  website （页面存档备份，存于） at Hines Interests Limited Partnership